# Paczółtowice
Paczółtowice es una villa polaca, que cuenta con una población de aproximadamente 789 habitantes.
- Wikimedia Commons alberga una categoría multimedia sobre Paczółtowice.

- Datos: Q2485591
- Multimedia: Paczółtowice / Q2485591

1. ↑  Worldpostalcodes.org,código postal n.º 32-065.